# هابكيدو
هابكيدو (بالهانغول 합기도 وبالهانجا 合氣道)، هو فن قتالي كوري.

## الثلاثة مبادئ الأساسية
تتكون الكلمة «هابكيدو» من ثلاثة مقاطع:
- Hap - هاب: تعني مع بعض أو معا.
- Ki - كي: تعني الطاقة، الطاقة الداخلية خصوصا.
- Do - دو: تعني طريقة أو أسلوب الحياة.

فتعني الهابكيدو بذلك «معا لتكون الطاقة الداخلية أسلوبا للحياة» أو «أسلوب للطاقة».
اختلفت الحكايات عن مؤسس هذا الفن العريق، وأرجحها أن مؤسس رياضة الهابكيدو هو السيد: تشوي يونغ سول، وقد تدرب علي فن القتال الياباني دايتو ريو أيكي جوجيتسو، حيث أنه من المعروف من أن السيد تشوي كان قد أُرسل لليابان عندما كان صغيرًا، وعاد إلى كوريا بفنه الاساسي، وقد تبناه الأستاذ الكبير الأكثر شهرة في اليابان وهو السيد تاكيدا سوكاكو، والذي تدرب تحت يده الاستاذ الكبير مؤسس الايكيدو، موريهيه أويشيبا، وكان زميل تدريب لمؤسس الهابكيدو. ومن جهة أخرى تطور فن الهابكيدو في كوريا تطورًا هائلًا، حيث كانت البداية تحمل اسما مختلفا لهذا الفن العريق حيث دمجت تقنيات الجودو والركلات الخاصة بفن التاي كون وخلافه لنري ما نعرفه حاليا باسم فن الهابكيدو، والذي تأثرت قليلًا باللفنون القتالية الصينية، إذ يُهتم الهابكيدو بضرب نقاط الضعف والمفاصل الحساسة في جسم الإنسان من خلال الدفاع، أي أنه فن قتال يدمج بين الدفاع والهجوم، ويتميز الهابكيدو بضرباته المباشرة القوية فهو لا يميل الي الاستعراض ويعتمد علي الضربات القصيرة والصد المباشر، وهو أسلوب دفاعي هجومي في المقام الأول يلجأ الي استخدام الركلات الامامية والجانبية في بناء معظم هجماته. ويتمتع الهابكيدو بتنوع كبير في اللكمات، ففي حين أن معظم فنون القتال تستخدم من ثلاث إلى خمس لكمات، نجد أن الهابكيدو تمتلك 25 لكمة متنوعة، وتعتمد على كسر المفاصل وضرب الأماكن الحساسة، كما أتاح استخدام الرأس في الهجوم على الرغم من منع استخدام ضربات الرأس لخطورتها وآثارها الضارة علي اللاعبين. وقد أنشئ الاتحاد الدولي للهابكيدو في عام 1956، وفي عام 2001 بلغ عدد المسجلين به 25,000 لاعب، ومن أشهر خبراء هذا الفن: سن مون كوان وموكيم موهونج.
أما الفرق بين الهابكيدو والآيكيدو أن الهابكيدو لعبة هجومية دفاعية، عكس الايكيدو الدفاعية، فلاعب الآيكيدو نادرًا مايبذل جهدًا كبيرًا في إضعاف خصمه، ويكون الهجوم فيها حسب الموقف، كما أن الهابكيدو تستخدم الضرب بالرجل عكس الآيكيدو التي لايستخدم فيها اللاعب أطرافه السفلية إلا عند الضرورة، كما أن الهابكيدو كورية بينما الآيكيدو يابانية، وأيضًا تعتمد الآيكيدو على الرمي، على عكس الهابكيدو.

## قواعد رئيسية
الشخص الممارس ل«الهاب كيدو» يسعى إلى استخدام المبادئ الثلاثة في المعارك ;هذه المبادئ هي:
- مبدأ التوافق وهو مبدأ عدم المقاومة والمصاحبة.
- مبدأ الدائرة وهو مبدأ يدعو إلى استخدام الحركات الدائرية.
- مبدأ السيولة مثل الماء حيث يجب أن يتكيف معه الممارس ل«الهاب كيدو» دون توقف.